# باغ مهندس کشکولی
باغ مهندس کشکولی یک منطقهٔ مسکونی در ایران است که در استان فارس واقع شده‌است. براساس سرشماری مرکز آمار ایران در سال ۱۳۹۵، این روستا کمتر از سه خانوار جمعیت داشته‌است.